# Husayn Xah Xarki
Husayn Xah Xarki ibn Mahmud Xah Xarki fou sultà xàrquida de Jaunpur (1458-1493/1494), fill del sultà Mahmud Xah Xarki (1440-1458).
A la mort del seu pare seguida de la del seu germà Muhàmmad Xah Xarki (Bhikan Khan), va pujar al tron (1458) i va signar una treva amb el sultà de Delhi Bahlul Xah Lodi. Va aprofitar aquest temps per conquerir Tirhut i Orissa; el raja hindú d'Orissa li va haver de pagar un fort tribut.
El 1466 va assetjar Gwalior que governava el raja rajput Man Singh que va poder comprar la pau a canvi d'un tribut. La seva reina principal Malika-i Djahan Bibi Khumza, filla de l'antic sultà de Delhi Sayyid Ala al-Din Alam Xah (1445-1451) el pressionava per atacar Delhi i restablir el poder de la seva nissaga i el 1473, aprofitant que Bahlul estava en campanya al Panjab, va envair el seu territori. L'exèrcit de Delhi era inferior i Bahlul Xah Lodi va demanar la pau que li fou refusada; però l'exèrcit de Jaunpur va patir diverses derrotes i finalment Husayn Xah va haver de fugir per cames per salvar la vida i el seu harem incloent al reina principal va caure en mans de Bahlul.
En revenja, reorganitzades les seves forces, va atacar Etawah governada per Kutb Khan Lodi (1474) però fou altre cop derrotat. Un nou intent poc després va tenir el mateix resultat. Després d'un temps de pau, va tornar a entrar en guerra amb Delhi (1479), i finalment va aconseguir vèncer als Lodis, però quan es retirava després de la victoria, fou atacat per Bahlul pel darrere i fou derrotat, havent de cedir per ajustar la pau Kanli, Patiala i altres viles del Doab.
Va reorganitzar les seves forces durant la pau que va seguir, i va reprendre la guerra el 1486 lliurant la decisiva batalla de Sunhar al districte d'Etawah on va patir una derrota completa i la seva capital, Jaunpur fou ocupada per les forces del sultà de Delhi.
En els anys següents els governadors lodis de Jaunpur, primer Mubarak Khan i després Barbak Xah, fills de Bahlul, el van anar expulsant cap a l'est i es va haver de refugiar al Bihar sent perseguit fins a Haldi a la vora del Ganges. Husayn amb l'habilitat política que va mantenir al llarg de la seva vida, va aconseguir enfrontar a Barbak Xah amb el seu germà Sikandar Lodi que havia pujat al tron de Delhi el 1489. Però Sikandar va enganyar i derrotar a Barbak que va caure presoner i es va apoderar del seu govern autònom (1493). Poc després Husayn va fugir de Bihar i se'n va anar a Bengala, al regne de Gaur, on el sultà Ala al-Din Husayn Xah era parent seu, i el va acollir amb honors i el va deixar residir a Kahlgaon.
Va restar en aquesta ciutat fins a la seva mort el 1500 i fou enterrat a Jaunpur. Fou el darrer sultà xàrquida.